# Siebente Querstraße

Die Lage der Siebenten Querstraße, rot markiert auf einem Stadtplan von 1910

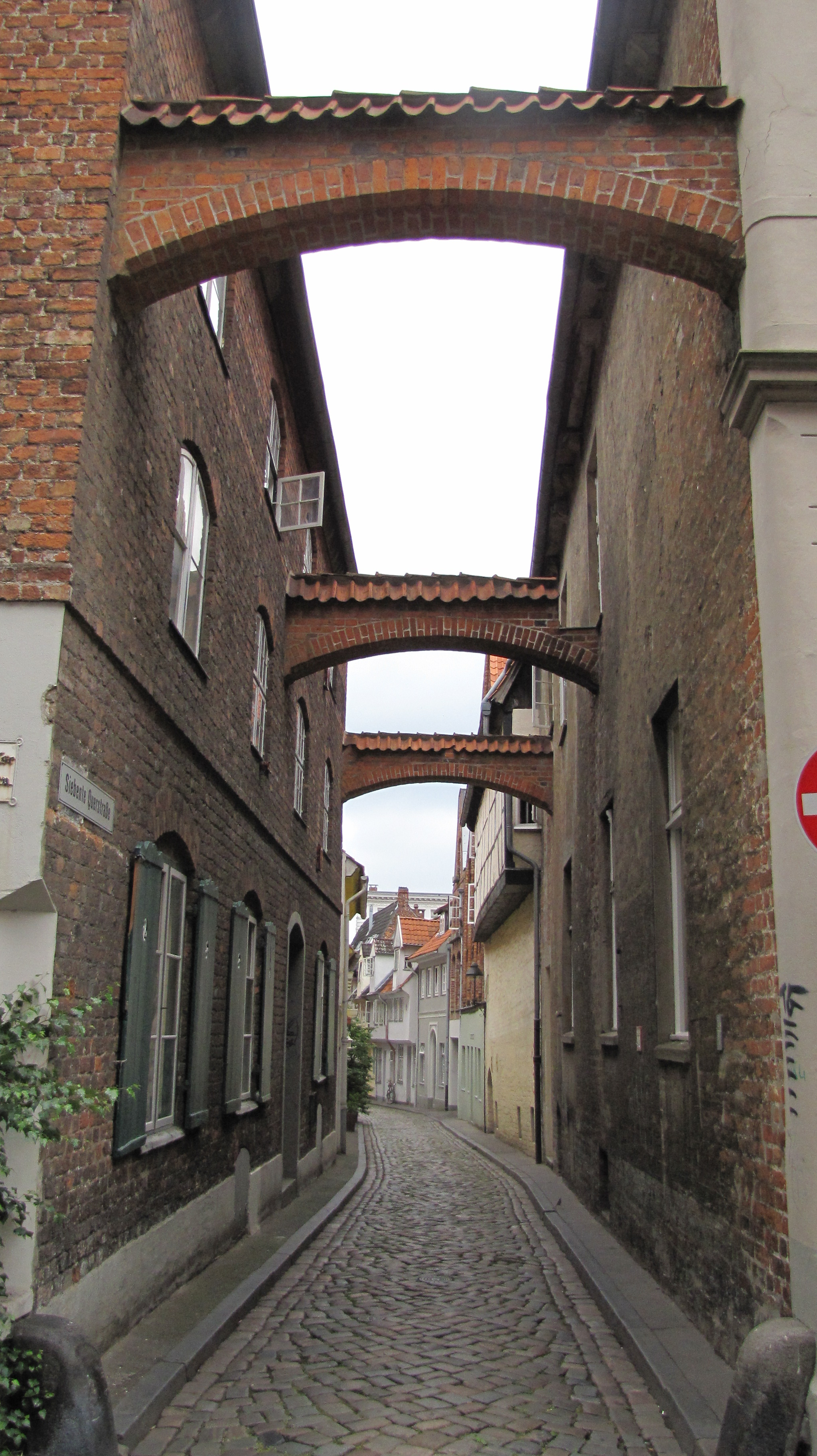
Blick in die Siebente Querstraße von der Mengstraße

Die Siebente Querstraße ist eine Straße der Lübecker Altstadt.

## Lage
Die etwa 90 Meter lange Siebente Querstraße befindet sich im Marien Quartier am westlichen Rand der Altstadtinsel und verläuft – mit einer leichten Krümmung – in Nord-Süd-Richtung. Sie beginnt an der Beckergrube gegenüber der Einmündung der Böttcherstraße und endet an der Mengstraße, gegenüber der Geraden Querstraße. Die Siebente Querstraße hat die Postleitzahl 23552.

## Geschichte
Der Name der Straße, der auf eine Nummerierung der Querstraßen in der Lübecker Altstadt schließen lässt, ist irreführend. Tatsächlich hat es eine solche Nummerierung nie gegeben, und dementsprechend trug die Siebente Querstraße auch nie die Nummer 7. Der Name entstand in einem jahrhundertelangen Prozess der Verballhornung und Fehldeutung.
Bei ihrer ersten urkundlichen Erwähnung im Jahre 1401 lautete der Name Zoghestrate, was Sauenstraße bedeutete und sich vermutlich auf hier gelegene Schweineställe bezog, die zu einem angrenzenden Backhaus gehörten. Die Bezeichnung änderte sich in den folgenden Jahrhunderten von Seghendwasstrate (Sauenquerstraße, 1469) zu Soghendwerstrate (1574), Sogenstrate (1600), Siebendwerstrate (1787) und 1852 schließlich zur amtlichen Festlegung Siebente Dwasstraße, die 1884 in die bis heute gültige Fassung Siebente Querstraße umgewandelt wurde.

## Bauwerke
- Siebente Querstraße 3, um 1600 erbautes verputztes Renaissance-Fachwerkhaus, gemeinsam mit Nr. 5 und 7 errichtet
- Siebente Querstraße 5, um 1600 erbautes verputztes Renaissance-Fachwerkhaus, gemeinsam mit Nr. 3 und 7 errichtet
- Siebente Querstraße 7, um 1600 erbautes verputztes Renaissance-Fachwerkhaus, gemeinsam mit Nr. 3 und 5 errichtet
- Siebente Querstraße 8, im Kern etwa auf das Jahr 1550 zurückgehendes barockes Giebelhaus von 1750
- Siebente Querstraße 9, um 1700 errichtetes Renaissance-Traufenhaus
- Siebente Querstraße 13–15, im Kern auf das Jahr 1458 zurückgehender Speicher von 1500 im Stil der Backsteingotik